# Pavlov (powiat Igława)
Pavlov – miejscowość i gmina (obec) w Czechach, w kraju Wysoczyna, w powiecie Igława. W 2022 roku liczyła 401 mieszkańców.